# HRT F1 Team
Das HRT F1 Team (anfänglich: Hispania Racing F1 Team) war ein mit spanischer Lizenz fahrender Motorsport-Rennstall, der von 2010 bis 2012 in der Formel 1 antrat. Er ging aus dem an finanziellen Problemen gescheiterten Team Campos Grand Prix hervor und gehörte neben Virgin und Lotus F1 Racing zu den drei Rennställen, die sich 2010 neu in der Formel 1 etablierten. Das HRT-Team, das eineinhalb Jahre lang eng mit Colin Kolles verbunden war und in dieser Zeit seinen faktischen Sitz in Deutschland hatte, war der finanziell und organisatorisch am schwächsten aufgestellte der drei neuen Rennställe, und es war der erste von ihnen, der scheiterte: Nach drei erfolglosen Jahren stand das Team nicht mehr auf der Teilnahmeliste für die Formel-1-Weltmeisterschaft 2013.

## Geschichte des Rennstalls

### Die Ursprünge: Adrián Campos
Das Projekt wurde 2009 von Adrián Campos initiiert, einem ehemaligen Formel-1-Piloten, der 1987 und 1988 für Minardi gefahren war und seit 1998 einen eigenen, in Spanien ansässigen Rennstall unterhielt. Das zunächst Adrián Campos Motorsport, später Campos Racing und seit 2007 Campos Grand Prix genannte Team trat anfänglich in kleineren Klassen an und war bis 2009 in der GP2-Serie aktiv.
Als die FIA 2009 eine Senkung der Kosten und eine Budget-Obergrenze festsetzte, wurde der Grand Prix-Sport für neue Teams wieder zu einer realisierbaren Option. Daher bewarb sich Adrián Campos mit seinem Rennstall um eine Teilnahme an der Formel-1-Saison 2010. Im Juni 2009 vergab die FIA zwei feste Startplätze an Campos. Campos verfügte nicht über eine eigene Infrastruktur, die die Entwicklung eines eigenen Chassis hätte leisten können. Adrián Campos beauftragte daher den italienischen Konstrukteur Dallara mit der Entwicklung eines Chassis; die Motoren sollten von Cosworth bezogen werden.
Bereits im Sommer 2009 gab es erste Berichte über finanzielle Probleme des spanischen Unternehmens, die sich im Herbst und im Winter intensivierten. Seit dem Jahreswechsel wurde wiederholt berichtet, Dallara habe die Entwicklung des Rennwagens eingestellt, da Campos die fälligen Raten nicht bezahlt habe. Adrián Campos versuchte zunächst, durch neue Geschäftspartner zusätzliche Mittel zu bekommen und den Betrieb seines Rennstalls aufrechtzuerhalten; daraus wurde indes nichts.

### Rettung durch die Hispania Grupo und Colin Kolles

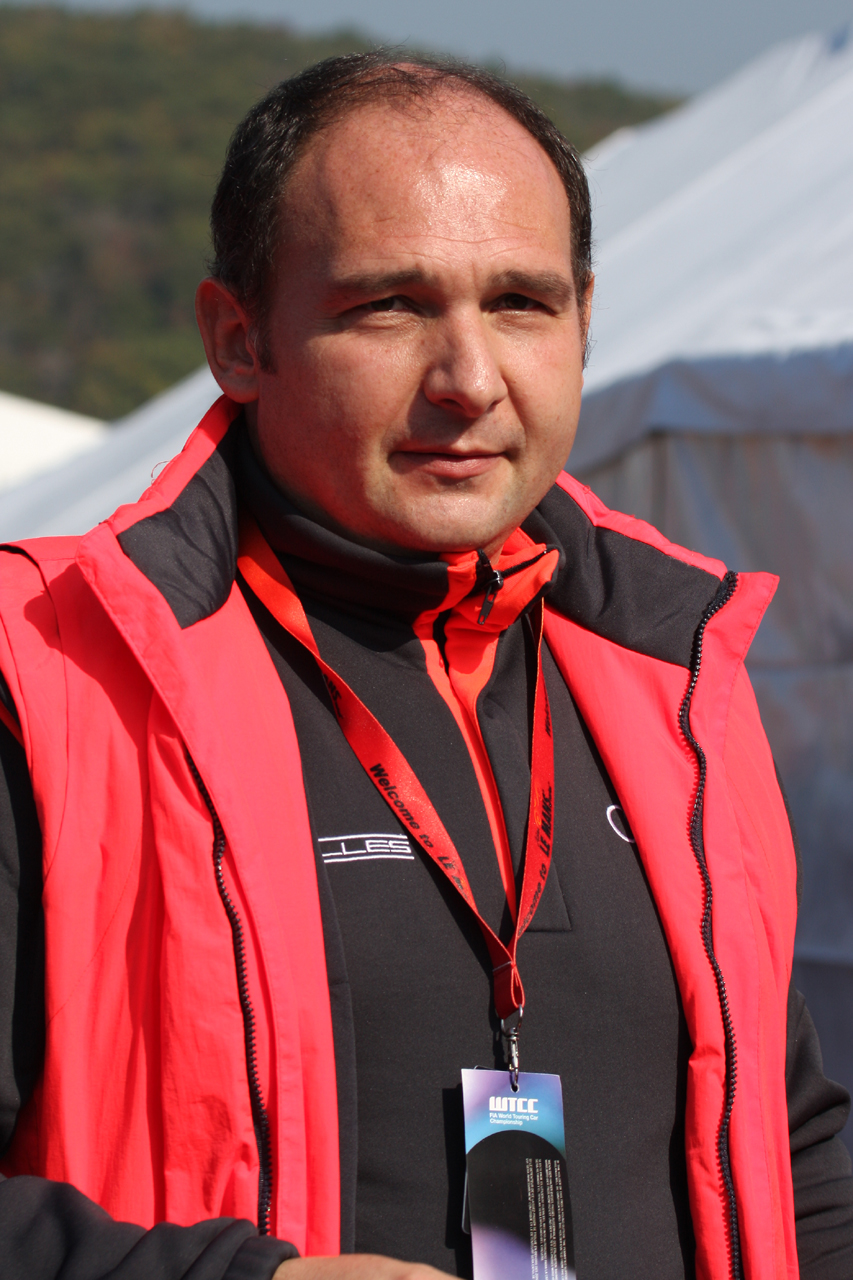
Leitete zwei Jahre lang den Rennstall: Colin Kolles

Am 19. Februar 2010, weniger als vier Wochen vor dem ersten Rennen der neuen Saison, übernahm der spanische Unternehmer José Ramon Carabante, der mit seiner „Hispania Grupo“ im Immobilienbereich in Spanien und Lateinamerika tätig ist, das Team und setzte Colin Kolles als Teammanager ein. Zu dieser Zeit lag der Betrieb bei Campos am Boden. Kolles ließ sich mit den Worten zitieren: „Sie hatten nichts, nur Chaos“.
Kolles baute innerhalb kürzester Zeit unter Rückgriff auf Ressourcen aus seinen eigenen Rennställen einen Betrieb auf und erklärte eine Teilnahme am ersten Rennen der Saison 2010 zum Ziel. Am 3. März 2010 wurde eine Umbenennung des Teams in Hispania Racing F1 Team bekannt gemacht. Das operative Geschäft übernahm im Februar 2010 Colin Kolles’ DTM-Team im mittelfränkischen Greding. Hier wurden die Formel-1-Autos aufgebaut und der Rennbetrieb organisiert.
Carabante kündigte an, den Sitz des Teams mittelfristig in die spanische Stadt Murcia zu verlagern. Tatsächlich gab es jedoch keine dahin gehenden Schritte; auch 2011 wurde das Team noch von Greding aus geführt.

### Thesan Capital: Gescheiterter Standortwechsel
Nachdem die Saison 2011 ähnlich schwierig begonnen hatte wie das Debütjahr, zog sich Carabante im Juli 2011 aus dem Rennstall zurück. Er verkaufte seine Anteile an Thesan Capital, ein spanisches Investmentunternehmen, das zu dem japanischen Finanzdienstleister Nomura Holdings gehört. Nach der Übernahme durch Thesan Capital leitete Kolles den Rennstall zunächst weiter. Am 14. Dezember 2011 gab das Team allerdings bekannt, sich mit sofortiger Wirkung von Colin Kolles zu trennen. Im Januar 2012 verlegte HRT seinen Sitz nach Valencia. Neuer Teamchef wurde der ehemalige Formel-1-Pilot Luis Pérez-Sala, der 1988 neben Adrián Campos einige Rennen für Minardi bestritten hatte und bereits seit Sommer 2011 Berater für HRT war. Der wesentliche Teil des bisherigen Personals vollzog den Standortwechsel nicht mit, sodass neue Mitarbeiter rekrutiert werden mussten.
Im November 2012 erklärte Thesan Capital, sich kurzfristig von dem Rennstall trennen zu wollen. Ein geplanter Verkauf kam allerdings nicht zustande. Bereits vor dem letzten Saisonrennen 2012 wurde der überwiegende Teil der Mitarbeiter entlassen. Nachdem HRT die Einschreibegebühr für die kommende Saison nicht fristgerecht bezahlt hatte, veröffentlichte die FIA am 1. Dezember 2012 eine Meldeliste für 2013, auf der das Team nicht mehr aufgeführt war.

## Die einzelnen Jahre

### Die Saison 2010

Ehemaliges Logo für 2010

Es gelang dem Team, das zu dieser Zeit im Wesentlichen aus Mitarbeitern von Kolles’ Rennstall bestand, beide Autos zum ersten Rennen des Jahres an den Start zu bringen. Aufgrund zeitlicher Schwierigkeiten hatte man vor dem Rennen keinen Shake down mehr absolvieren können. Mangels hinreichender technischer Daten hatte das Team zunächst erhebliche Schwierigkeiten, die Wagen passabel abzustimmen. Im Übrigen war der von Dallara entwickelte HRT F110 problematisch. Geoff Willis, der technische Berater des Teams, ließ sich mit den Worten zitieren, dass der HRT in seiner Gesamtheit nicht dem Stand der Formel 1 entspreche; Dallara habe an vielen Stellen simple, veraltete Lösungen gewählt. Im Mai 2010 beendete HRT die Zusammenarbeit mit Dallara.

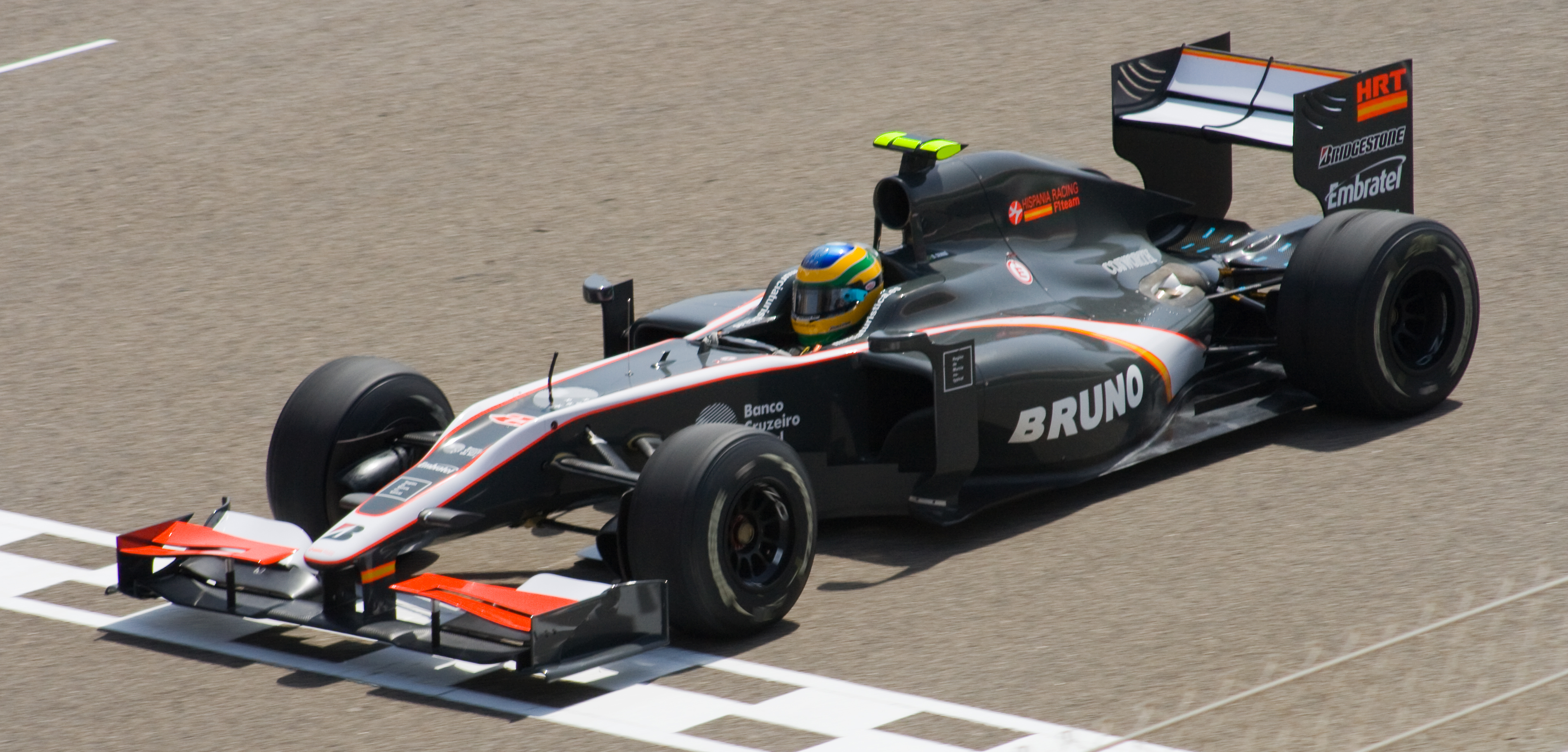
Bruno Senna im HRT F110 beim Großen Preis von Bahrain 2010

Beim ersten Rennen des Jahres waren die HRT-Wagen kaum konkurrenzfähig. Bruno Sennas Auto wurde erstmals zum ersten freien Training des Großen Preises von Bahrain am Freitag Vormittag komplettiert, Karun Chandhoks Wagen wurde dagegen erst in den letzten Minuten vor dem Qualifikationstraining fertiggestellt. Beide Fahrer qualifizierten sich mit deutlichem Abstand zur Bestzeit für die letzte Startreihe. Im Rennen fielen beide kurz nach Rennbeginn aus: Chandhok in der zweiten Runde nach einem Fahrfehler, Senna nach 17 Runden wegen eines Motordefekts. Beim folgenden Rennen in Australien gelang Chandhok die erste Zielankunft; er schloss das Rennen mit fünf Runden Rückstand als 14. ab. Im dritten Rennen des Jahres in Sepang kamen erstmals beide HRT-Fahrer ins Ziel.

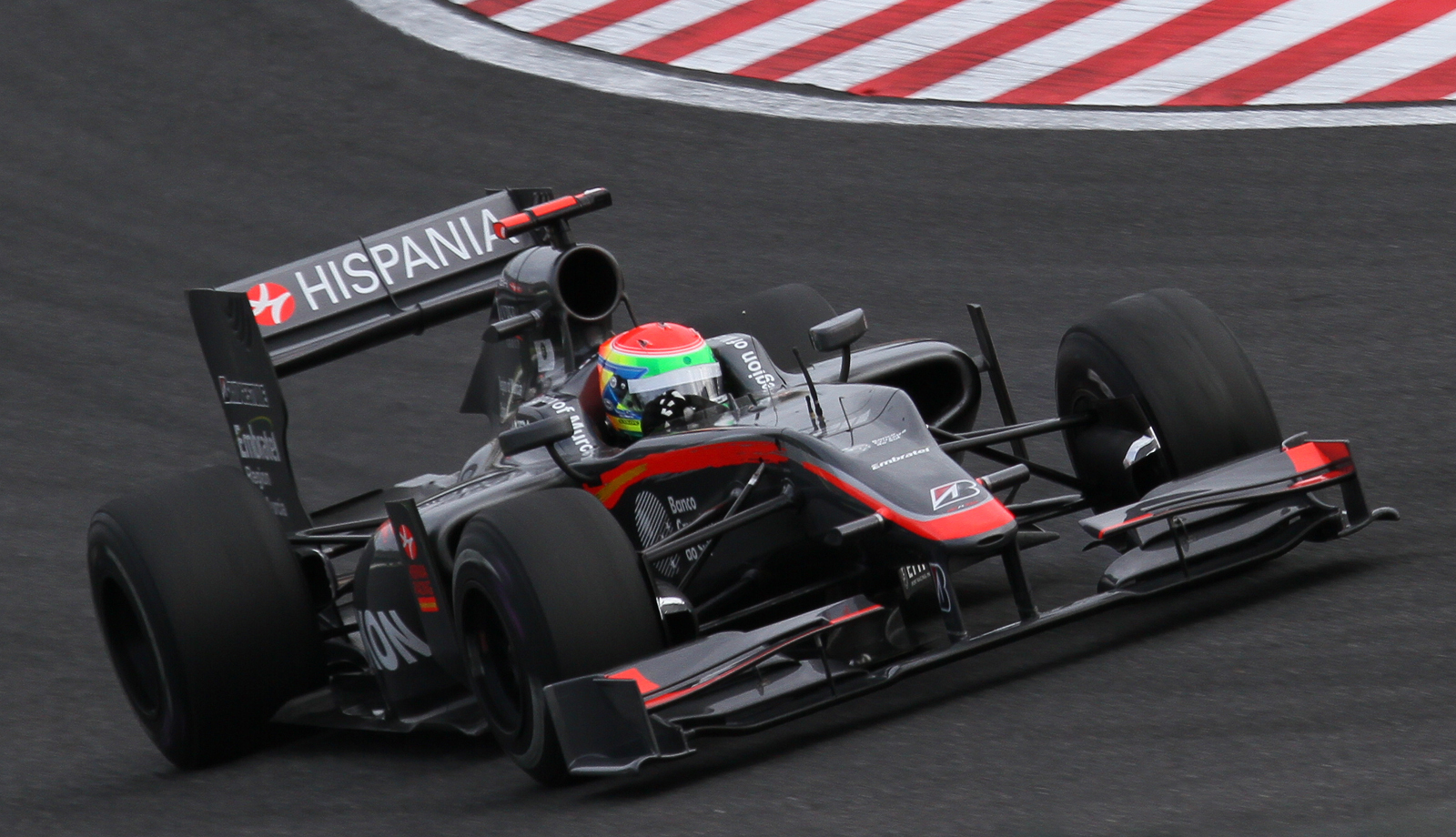
Sakon Yamamoto beim Großen Preis von Japan 2010

Im Sommer des Jahres kaufte sich der Japaner Sakon Yamamoto für 5 Millionen US$ bei HRT ein. Sein erster Einsatz war der Große Preis von Großbritannien, bei dem er Bruno Senna ersetzte. Beim darauf folgenden Großen Preis von Deutschland kehrte Senna ins Team zurück; Yamamoto saß von nun an bis zum Großen Preis von Italien im Wagen Karun Chandhoks. Anlässlich der Großen Preise von Singapur, Brasilien und Abu Dhabi wurde Yamamoto durch Christian Klien ersetzt.
Ungeachtet gegenteiliger Spekulationen in der Presse, in denen Zweifel am dauerhaften Bestand des Teams geäußert wurden, gelang es HRT, zu jedem Rennen der Formel-1-Saison 2010 anzutreten. HRT beendete seine erste Formel-1-Saison dank dreier vierzehnter Plätze auf Rang elf der Konstrukteurswertung und schnitt damit besser ab als das britische Team Virgin Racing.
Die weitere Zukunft des Rennstalls über das Saisonende hinaus war ebenfalls Gegenstand zahlreicher Spekulationen gewesen. Nachdem die Bemühungen Jacques Villeneuves zur Etablierung eines eigenen Rennstalls im September 2010 gescheitert waren, wurde HRT in den Medien wiederholt als Kandidat für eine Übernahme durch Villeneuve und den italienischen Rennstall Durango gehandelt. Eine Übernahme oder auch nur eine Zusammenarbeit kam indes nicht zustande.

### Die Saison 2011

Ehemaliges Logo Januar 2011 bis August 2011

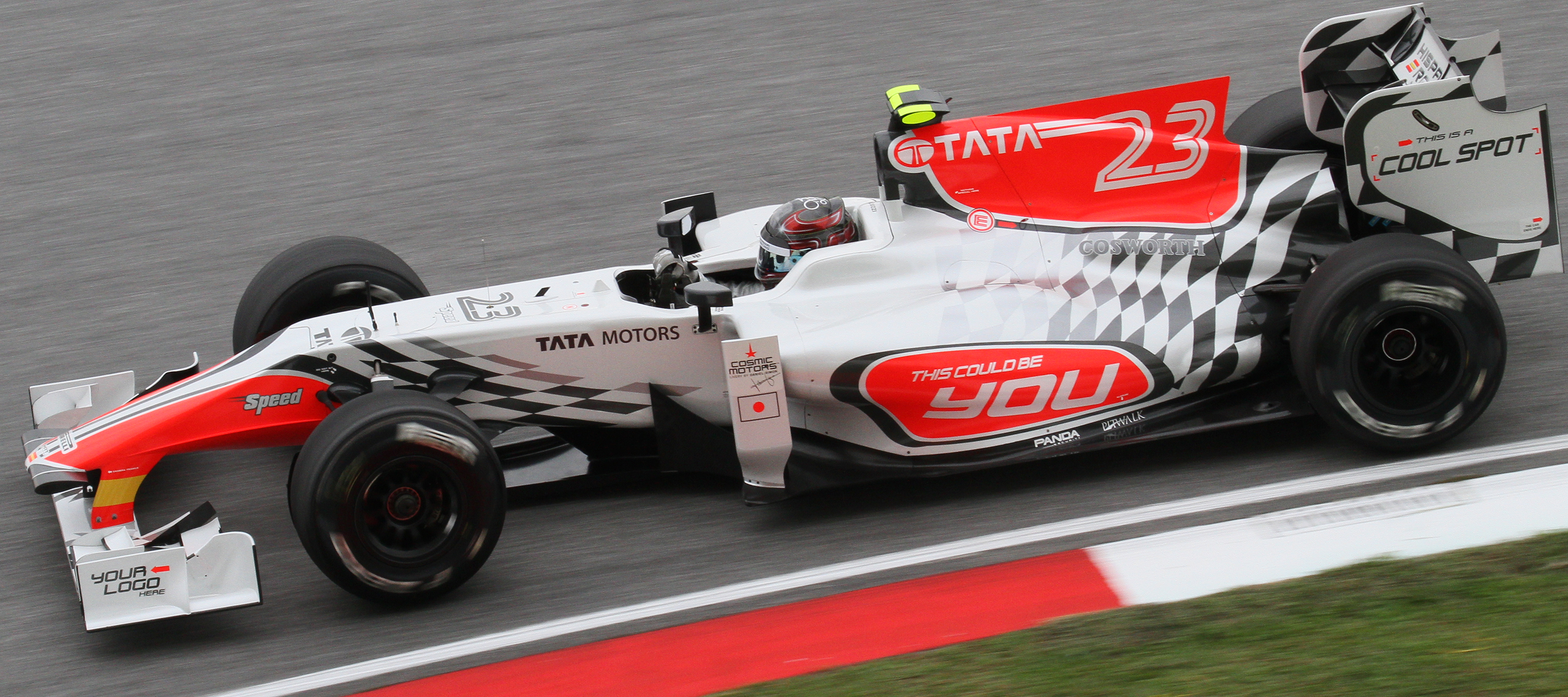
„This could be you“: (Vergebliche) Einladung an mögliche Sponsoren, auf den Seitenkästen des HRT F111 zu werben (hier beim Großen Preis von Malaysia 2011). Die Lackierung stammt von Daniel Simon.

HRT bestritt 2011 seine zweite Saison als selbständiger Formel-1-Rennstall. Das Jahresbudget wurde mit 50 Millionen US-Dollar angegeben. Kein Team verfügte in der Saison 2011 über weniger Geld.
2011 meldete HRT das Modell F111. Es handelte sich um ein selbst konstruiertes Fahrzeug, das unter der Leitung von Geoff Willis und Paul White unter Einbeziehung zahlreicher Zulieferer entwickelt wurde. Technische Verwandtschaft zu früheren Toyota-Modellen bestand nicht. Zwar hatte HRT 2010 nach der Beendigung der Allianz mit der in Köln ansässigen Toyota Motorsport GmbH über die Nutzung des fertig entwickelten, aber infolge des Toyota-Rückzugs nie eingesetzten TF110 verhandelt, eine Einigung konnte allerdings nicht erzielt werden. Auch 2011 verwendete HRT den Achtzylindermotor von Cosworth. Als Fahrer wurde im Januar 2011 der Inder Narain Karthikeyan verpflichtet, der dem Team Sponsorgelder des indischen Konzerns Tata erschloss. Als zweiter Fahrer wurde im März Vitantonio Liuzzi bekannt gegeben.

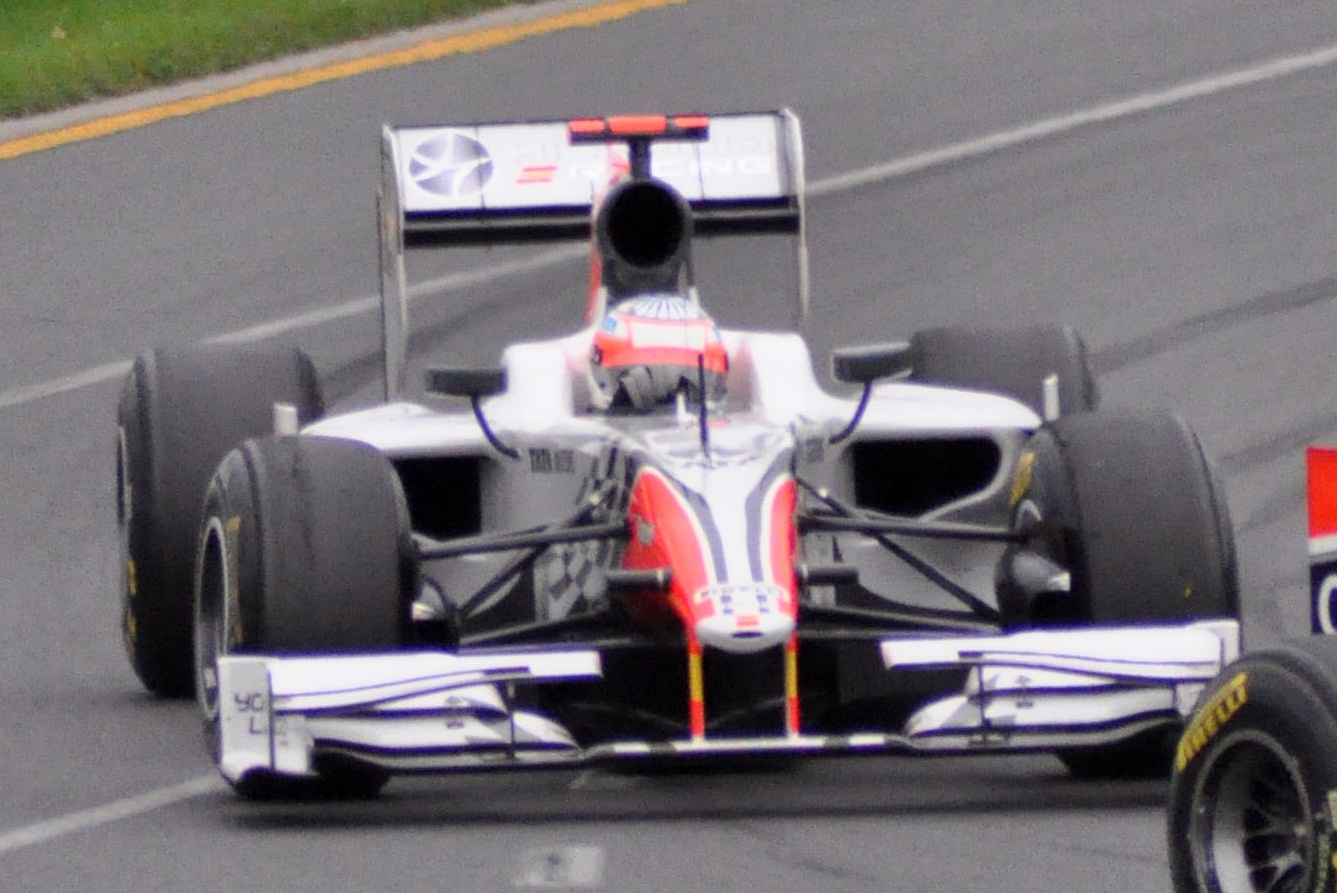
Der HRT F111 beim Großen Preis von Australien 2011. Das Auto trägt hier die Nase des letztjährigen HRT F110.

Der Saisonbeginn war schlecht vorbereitet. Zahlreiche neue Teile waren erst sehr spät verfügbar, sodass das neue Auto nicht rechtzeitig für ein Roll-Out oder für Testfahrten fertiggestellt werden konnte. Anlässlich der im Februar 2011 abgehaltenen Testfahrten in Barcelona präsentierte HRT zwar ein erstes Exemplar des F111; das Auto war dort aber nicht fahrbereit, weil u. a. die Stoßdämpfer fehlten. Letztlich erfolgte der erste komplette Aufbau der neuen HRT F111 erst beim Auftaktrennen in Australien. Auch hier fehlten noch wesentliche Teile wie z. B. eine aktualisierte Fahrzeugnase.
Die Aufbauarbeiten zogen sich am Rennwochenende so sehr in die Länge, dass das Team in Australien das erste freie Training verpasste. Im zweiten freien Training gelang es Liuzzi, mit dem HRF 111 eine erste Installationsrunde zu absolvieren, im dritten fuhr er fünf und Karthikeyan eine Runde. Im Qualifying scheiterten beide Fahrer an der wieder eingeführten 107-Prozent-Regel. In den folgenden Rennen gelang beiden Fahrern regelmäßig die Qualifikation, und mit zunehmender Routine näherte sich das Team dem Leistungsniveau des Konkurrenten Marussia Virgin. Im Qualifikationstraining zum Großen Preis der Türkei konnte Liuzzi sich erstmals vor einem Virgin positionieren. Beim Großen Preis von Monaco allerdings litt das Team unter erheblichen Schwierigkeiten. Nachdem Liuzzi sein Auto im dritten freien Training stark beschädigt hatte und Karthikeyans Wagen wegen Aufhängungsproblemen nicht einsetzbar war, konnte keiner von ihnen im Qualifikationstraining eine gezeitete Runde zurücklegen. Gleichwohl erteilte die FIA beiden Fahrern für das Rennen die Starterlaubnis, weil sie im dritten freien Training Rundenzeiten erreicht hatten, die innerhalb von 107 Prozent der maßgeblichen Zeit aus dem ersten Abschnitt des späteren Qualifikationstrainings lagen.
In Kanada schließlich erreichte das Team das beste Ergebnis seiner Geschichte, als Liuzzi – freilich unter außergewöhnlichen Umständen – als 13. ins Ziel kam. Damit nahm HRT in der Zwischenwertung der Konstrukteursmeisterschaft Mitte Juni 2011 den 11. Platz ein und verdrängte den Konkurrenten Virgin auf den letzten Platz. 

Teamlogo aus der zweiten Hälfte der Saison 2011

Vor dem Großen Preis von Großbritannien ereigneten sich zwei Veränderungen in der Teamstruktur. Nach der Übernahme des Rennstalls durch Thesan Capital wurde Karthikeyan durch Daniel Ricciardo ersetzt. Ricciardo war ein Mitglied des Förderprogramms von Red Bull und absolvierte zuvor Freitagstestfahren für die Scuderia Toro Rosso.
Beim Großen Preis von Italien löste Liuzzi kurz nach dem Start eine Massenkollision aus, als er, sich über die Seitenstreifen drehend, mit seinem Wagen in der Variante del Rettifilio auf mehrere Fahrzeuge des Mittelfeldes stieß. Witali Petrow und Nico Rosberg fielen infolge der Kollision aus; weitere Fahrer wie Rubens Barrichello und Liuzzis Teamkollege Ricciardo waren ebenfalls betroffen, konnten aber mit teilweise größerer Verzögerung weiterfahren.
Im September 2011 verließ Geoff Willis das Team und wechselte zu Mercedes Grand Prix, wo er die Funktion des Technologieleiters übernahm. Sein Nachfolger wurde Jackie Eeckelart, der bis Januar 2012 für das Team tätig war. Seine Funktion übernahm im Frühjahr 2012 Toni Cuquerella.

### Die Saison 2012

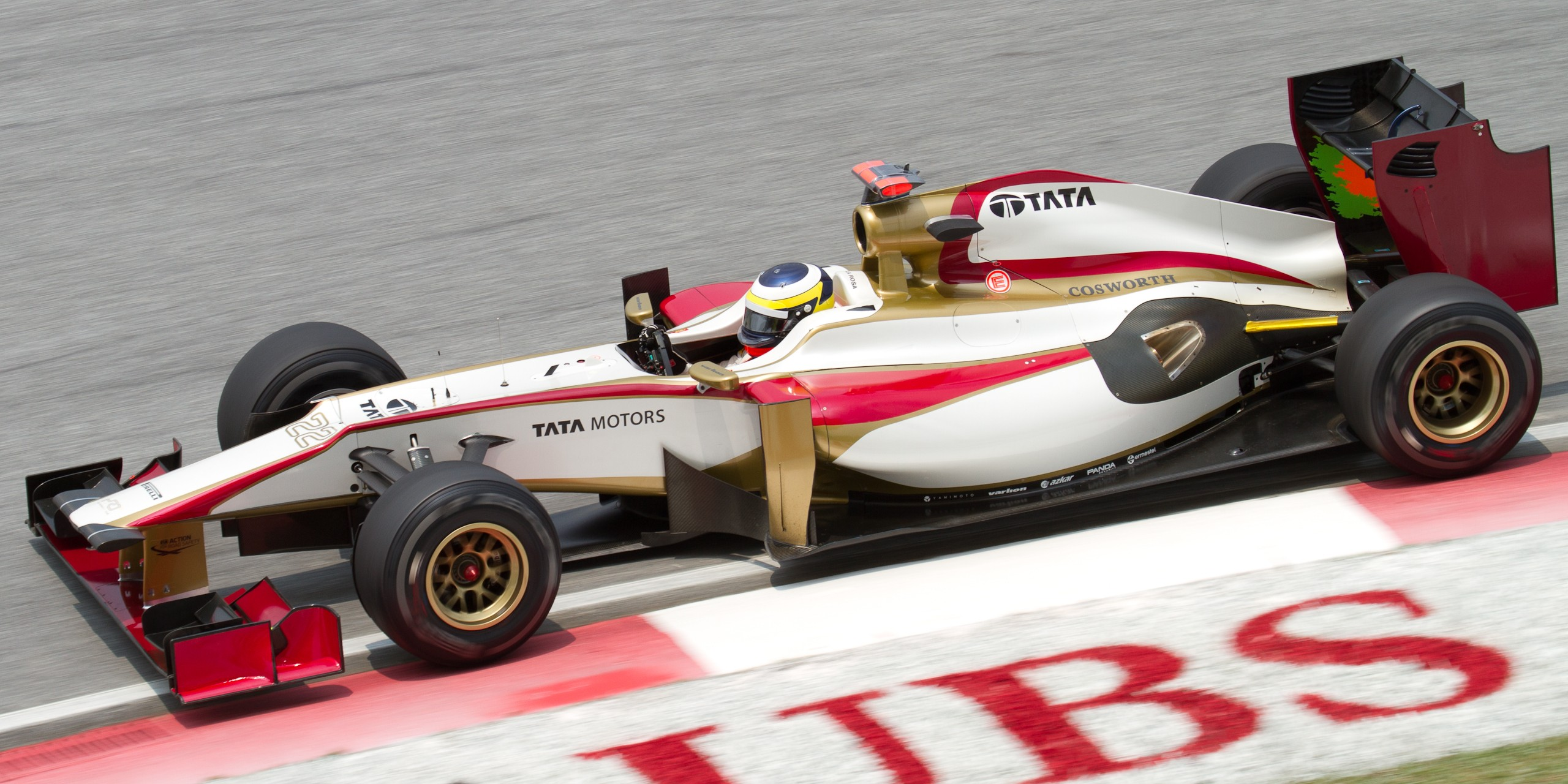
Erneut nur wenige Sponsoraufkleber: Der HRT F112 beim Großen Preis von Malaysia 2012

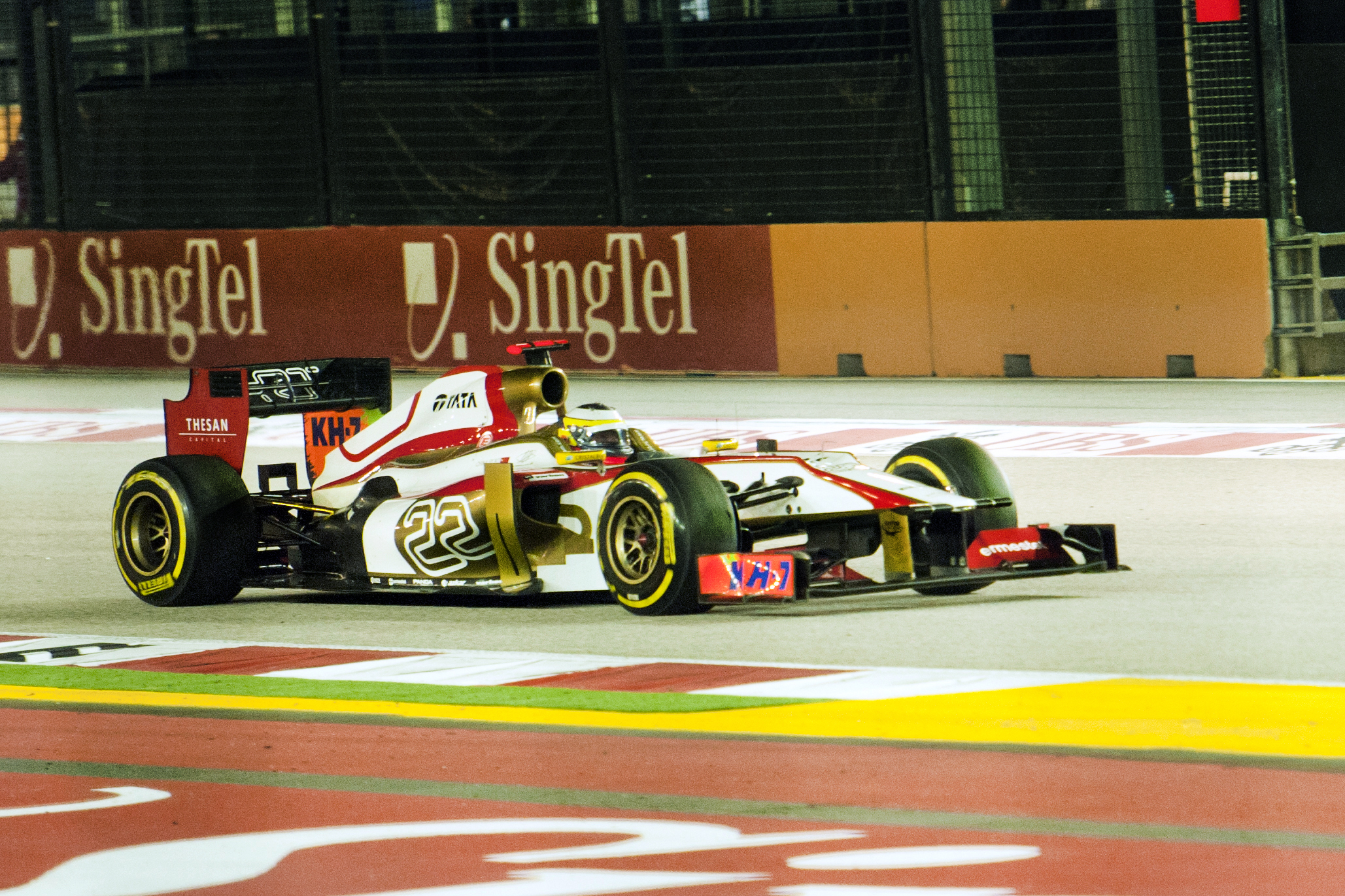
Pedro de la Rosa beim Großen Preis von Singapur

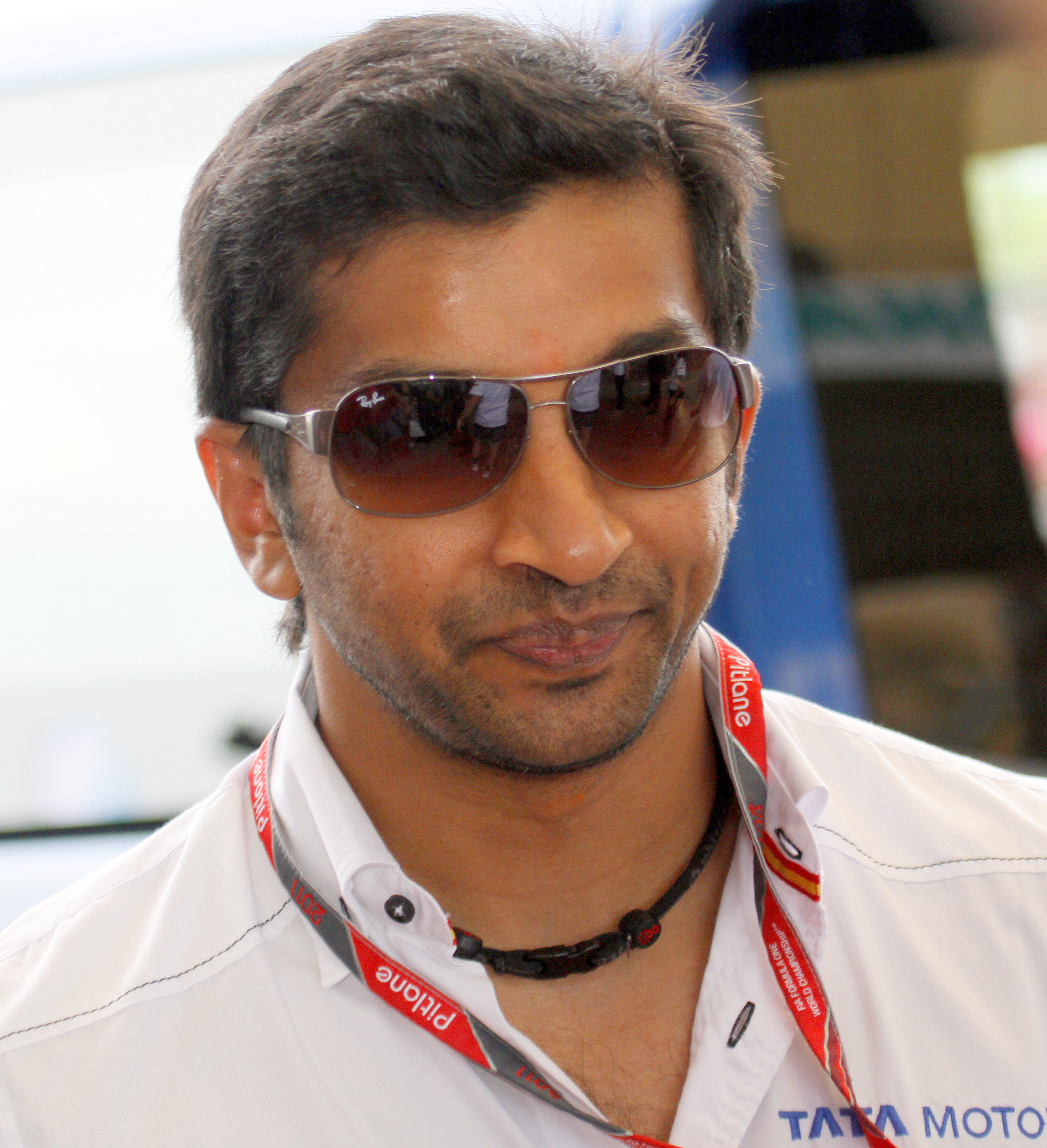
Fuhr mit Platz 15 beim Großen Preis von Monaco 2012 das beste Saisonergebnis für HRT heraus: Narain Karthikeyan

Die Formel-1-Saison 2012 war für HRT ein Neubeginn. Infolge der im Dezember 2011 vollzogenen Trennung von Colin Kolles war die gesamte Infrastruktur weggebrochen, die zum Betrieb eines Rennstalls erforderlich war. Nach dem Umzug nach Spanien musste das Team daher im Winter 2011/2012 eine vollständig neue Struktur aufbauen. Dazu gehörte auch die Verpflichtung neuen Personals. Teamchef Pérez Sala sprach angesichts der Neuaufstellung und der gleichzeitigen Notwendigkeit, ein neues Auto zu entwickeln, von einer „riesigen Aufgabe“ und sah die Gefahr, dass darunter die Konkurrenzfähigkeit des Teams leiden könnte. Im Dezember 2011 schloss er nicht aus, dass der Rückstand von HRT 2012 noch größer ausfallen werde als 2011.
HRT war das kleinste und finanzschwächste Team der Saison 2012. Im Laufe des Jahres hatte HRT lediglich 80 Mitarbeiter. Wie in den Jahren zuvor, wurden viele Aufgaben durch externe Dienstleister erledigt.
Der neue HRT F112 wurde von Jackie Eeckelart und Stephane Chosse konstruiert. Die Entwicklungsarbeit für den HRT F112 fand teilweise in München und Bobingen bei Augsburg bei der Fa. Holzer statt. Der F112 bestand die Crash-Tests im Bereich des Überrollbügels und der Seitenverkleidung zunächst nicht; angesichts der erforderlichen Nachbesserungen verzögerte sich die Fertigstellung des ersten Chassis bis Anfang März 2012. Das zweite Chassis wurde wie bereits in den beiden vergangenen Jahren in der Nacht vor dem ersten freien Training zum Großen Preis von Australien in der Box erstmals zusammengebaut.
Am Donnerstag vor dem ersten Weltmeisterschaftslauf gab es Berichte über die Verwendung nicht regelkonformer Materialien im Chassisbereich, sodass eine Zulassung des Teams zum Rennen zunächst zweifelhaft war. Die Legalität der verwendeten Materialien konnte vor Ort nicht abschließend geklärt werden; ungeachtet dessen erhielt HRT am Freitagmorgen von der FIA die Starterlaubnis.
Das Team war auf das erste Saisonrennen nicht hinreichend vorbereitet. Abgesehen von der späten Fertigstellung des zweiten Chassis fehlten in Australien einige technische Komponenten wie etwa der Mechanismus für die Heckflügelverstellung; die Servolenkung funktionierte nicht fehlerfrei, und das Auto entwickelte zu wenig Traktion. In den freien Trainingssitzungen konnten die HRT-Piloten wegen Hydraulikproblemen nur wenige Runden zurücklegen, deren Zeiten jeweils nicht innerhalb von 107 Prozent bezogen auf den schnellsten Fahrer lagen. Angesichts der technischen Probleme und der fehlenden Erfahrung mit dem neuen Auto verpassten beide Fahrer im Zeittraining schließlich die Qualifikation. Die FIA erteilte dem Team keine Ausnahmegenehmigung, mit der eine Rennteilnahme trotz zu langsamer Zeiten möglich gewesen wäre.
Beim zweiten Saisonrennen, dem Großen Preis von Malaysia gelang beiden Fahrern die Qualifikation. Sie kamen auf den letzten beiden Rängen ins Ziel. Karthikeyan geriet dabei in die Kritik, weil er sowohl mit Jenson Button als auch mit Sebastian Vettel kollidierte. Karthikeyan wurde daraufhin nach Rennende mit einer Zeitstrafe belegt.
Bei den folgenden Weltmeisterschaftsläufen war die Qualifikation kein Problem mehr für die HRT-Piloten, allerdings erreichten sie in den Rennen jeweils nur Zielankünfte auf den letzten Plätzen. Das beste Ergebnis des Teams war der 15. Platz Karthikeyans beim Großen Preis von Monaco. Diese Resultate reichten nicht, um sich wie in den Jahren zuvor in der Konstrukteurswertung vor Marussia zu positionieren.
In der zweiten Jahreshälfte geriet das Team in eine wirtschaftliche Krise. Sie verhinderte eine Weiterentwicklung des Autos und führte nach übereinstimmenden Presseberichten dazu, dass die Fahrer wiederholt mit veraltetem und unsicherem Material auf die Strecke gelassen wurden. Karthikeyan berichtete, dass beim Großen Preis von Abu Dhabi die überalterte Lenksäule seines Autos brach. Um einen größeren Unfall zu vermeiden, bremste er in einer Hochgeschwindigkeitskurve ab und stieß dabei mit dem Mercedes von Nico Rosberg zusammen, der von der Strecke gestoßen wurde. Nach Presseberichten habe die Teamleitung daraufhin zunächst erwogen, sich aus Sicherheitsgründen unverzüglich aus der Formel 1 zurückzuziehen; im Hinblick auf die Verpflichtungen aus dem Concorde-Abkommen und zur Vermeidung von Konventionalstrafen habe man sich allerdings dazu entschieden, auch zu den letzten beiden Saisonrennen anzutreten. In der Woche vor dem Großen Preis der USA wurde abgesehen von den an der Rennstrecke eingesetzten Mitarbeitern die gesamte Teambelegschaft entlassen. Ungeachtet dessen nahm das Team auch an den letzten Saisonrennen teil und brachte sowohl in den USA als auch in Brasilien beide Autos ins Ziel. HRT beendete die Saison auf dem letzten Platz der Konstrukteurswertung.

## Wiederbelebungsversuch 2013
Im Januar 2013 bemühten sich kanadische und US-amerikanische Investoren um eine Übernahme des HRT-Teams. Medienberichten zufolge wollten sie die F112-Chassis sowie die Teamausrüstung kaufen und den Autos in der Saison 2013 unter der Bezeichnung Scorpion Racing von einer in Silverstone gelegenen Zentrale aus an den Start bringen. Das Vorhaben erwies sich als problematisch, weil die Einschreibefrist für die neue Saison bereits seit zwei Monaten abgelaufen war. Die Pläne zerschlugen sich Mitte Februar 2013. Die Fahrzeuge wurden schließlich von einem Autoteilehändler gekauft.

## Zahlen und Daten

### Statistik in der Formel 1
Stand: Saisonende 2012
| Saison | Teamname                | Chassis | Motor           | Reifen | Grand Prix | Siege | Zweiter | Dritter | Poles | schn. Rennrunden | Punkte | WM-Rang |
| ------ | ----------------------- | ------- | --------------- | ------ | ---------- | ----- | ------- | ------- | ----- | ---------------- | ------ | ------- |
| 2010   | Hispania Racing F1 Team | F110    | Cosworth 2.4 V8 | B      | 19         | –     | –       | –       | –     | –                | –      | 11.     |
| 2011   | HRT F1 Team             | F111    | Cosworth 2.4 V8 | P      | 18         | –     | –       | –       | –     | –                | –      | 11.     |
| 2012   | HRT F1 Team             | F112    | Cosworth 2.4 V8 | P      | 19         | –     | –       | –       | –     | –                | –      | 12.     |
| Gesamt | Gesamt                  | Gesamt  | Gesamt          | Gesamt | 56         | –     | –       | –       | –     | –                | –      |         |

### Alle Fahrer
Stand: Saisonende 2012
| Name               | Jahre     | Grand Prix | Punkte | Siege | Zweiter | Dritter | Poles | schn. Rennrunden | beste WM-Pos. |
| ------------------ | --------- | ---------- | ------ | ----- | ------- | ------- | ----- | ---------------- | ------------- |
| Narain Karthikeyan | 2011–2012 | 27         | —      | —     | —       | —       | —     | —                | 24. (2012)    |
| Pedro de la Rosa   | 2012      | 19         | —      | —     | —       | —       | —     | —                | 25. (2012)    |
| Bruno Senna        | 2010      | 18         | —      | —     | —       | —       | —     | —                | 23. (2010)    |
| Vitantonio Liuzzi  | 2011      | 17         | —      | —     | —       | —       | —     | —                | 23. (2011)    |
| Daniel Ricciardo   | 2011      | 11         | —      | —     | —       | —       | —     | —                | 27. (2011)    |
| Karun Chandhok     | 2010      | 10         | —      | —     | —       | —       | —     | —                | 22. (2010)    |
| Sakon Yamamoto     | 2010      | 7          | —      | —     | —       | —       | —     | —                | 26. (2010)    |
| Christian Klien    | 2010      | 3          | —      | —     | —       | —       | —     | —                | 27. (2010)    |

Aktuelle Fahrer sind gelb dargestellt.

### Ergebnisse in der Formel 1
| Saison | Chassis | Fahrer         | Nr. | 1   | 2   | 3  | 4  | 5   | 6   | 7   | 8   | 9  | 10  | 11  | 12  | 13  | 14  | 15  | 16  | 17  | 18  | 19  | 20 | Punkte | Rang |
| ------ | ------- | -------------- | --- | --- | --- | -- | -- | --- | --- | --- | --- | -- | --- | --- | --- | --- | --- | --- | --- | --- | --- | --- | -- | ------ | ---- |
| 2010   | F110    |                |     |     |     |    |    |     |     |     |     |    |     |     |     |     |     |     |     |     |     |     |    | –      | 11.  |
| 2010   | F110    | K. Chandhok    | 20  | DNF | 14  | 15 | 17 | DNF | 14* | 20* | 18  | 18 | 19  |     |     |     |     |     |     |     |     |     |    | –      | 11.  |
| 2010   | F110    | S. Yamamoto    | 20  |     |     |    |    |     |     |     |     |    |     | DNF | 19  | 20  | 19  |     | 16  | 15  |     |     |    | –      | 11.  |
| 2010   | F110    | C. Klien       | 20  |     |     |    |    |     |     |     |     |    |     |     |     |     |     | DNF |     |     | 22  | 20  |    | –      | 11.  |
| 2010   | F110    | B. Senna       | 21  | DNF | DNF | 16 | 16 | DNF | DNF | DNF | DNF | 20 |     | 19  | 17  | DNF | DNF | DNF | 15  | 14  | 21  | 19  |    | –      | 11.  |
| 2010   | F110    | S. Yamamoto    | 21  |     |     |    |    |     |     |     |     |    | 20  |     |     |     |     |     |     |     |     |     |    | –      | 11.  |
| 2011   | F111    |                |     |     |     |    |    |     |     |     |     |    |     |     |     |     |     |     |     |     |     |     |    | –      | 11.  |
| 2011   | F111    | N. Karthikeyan | 22  | DNQ | DNF | 23 | 21 | 21  | 17  | 17  | 24  |    |     |     |     |     |     |     |     | 17  |     |     |    | –      | 11.  |
| 2011   | F111    | D. Ricciardo   | 22  |     |     |    |    |     |     |     |     | 19 | 19  | 18  | DNF | NC  | 19  | 22  | 19  |     | DNF | 20  |    | –      | 11.  |
| 2011   | F111    | V. Liuzzi      | 23  | DNQ | DNF | 22 | 22 | DNF | 16  | 13  | 23  | 18 | DNF | 20  | 19  | DNF | 20  | 23  | 21  |     | 20  | DNF |    | –      | 11.  |
| 2011   | F111    | D. Ricciardo   | 23  |     |     |    |    |     |     |     |     |    |     |     |     |     |     |     |     | 18  |     |     |    | –      | 11.  |
| 2012   | F112    |                |     |     |     |    |    |     |     |     |     |    |     |     |     |     |     |     |     |     |     |     |    | –      | 12.  |
| 2012   | F112    | P. de la Rosa  | 22  | DNQ | 21  | 21 | 20 | 19  | DNF | DNF | 17  | 20 | 21  | 22  | 18  | 18  | 17  | 18  | DNF | DNF | 17  | 21  | 17 | –      | 12.  |
| 2012   | F112    | N. Karthikeyan | 23  | DNQ | 22  | 22 | 21 | DNF | 15  | DNF | 18  | 21 | 23  | DNF | DNF | 19  | DNF | DNF | 20  | 21  | DNF | 22  | 18 | –      | 12.  |

| Legende  | Legende            | Legende                                                          |
| Farbe    | Abkürzung          | Bedeutung                                                        |
| -------- | ------------------ | ---------------------------------------------------------------- |
| Gold     | –                  | Sieg                                                             |
| Silber   | –                  | 2. Platz                                                         |
| Bronze   | –                  | 3. Platz                                                         |
| Grün     | –                  | Platzierung in den Punkten                                       |
| Blau     | –                  | Klassifiziert außerhalb der Punkteränge                          |
| Violett  | DNF                | Rennen nicht beendet (did not finish)                            |
| Violett  | NC                 | nicht klassifiziert (not classified)                             |
| Rot      | DNQ                | nicht qualifiziert (did not qualify)                             |
| Rot      | DNPQ               | in Vorqualifikation gescheitert (did not pre-qualify)            |
| Schwarz  | DSQ                | disqualifiziert (disqualified)                                   |
| Weiß     | DNS                | nicht am Start (did not start)                                   |
| Weiß     | WD                 | zurückgezogen (withdrawn)                                        |
| Hellblau | PO                 | nur am Training teilgenommen (practiced only)                    |
| Hellblau | TD                 | Freitags-Testfahrer (test driver)                                |
| ohne     | DNP                | nicht am Training teilgenommen (did not practice)                |
| ohne     | INJ                | verletzt oder krank (injured)                                    |
| ohne     | EX                 | ausgeschlossen (excluded)                                        |
| ohne     | DNA                | nicht erschienen (did not arrive)                                |
| ohne     | C                  | Rennen abgesagt (cancelled)                                      |
| ohne     | keine WM-Teilnahme |                                                                  |
| sonstige | P/fett             | Pole-Position                                                    |
| sonstige | 1/2/3/4/5/6/7/8    | Punktplatzierung im Sprint-/Qualifikationsrennen                 |
| sonstige | SR/kursiv          | Schnellste Rennrunde                                             |
| sonstige | *                  | nicht im Ziel, aufgrund der zurückgelegten Distanz aber gewertet |
| sonstige | ()                 | Streichresultate                                                 |
| sonstige | unterstrichen      | Führender in der Gesamtwertung                                   |